# Козачков Валентин Федорович
Козачко́в Валенти́н Фе́дорович (2 лютого 1934, Одеса, СРСР — 24 грудня 2012, Одеса, Україна) — радянський і український кінорежисер, актор. Заслужений діяч мистецтв України (1999).

## Біографія
Народився в Одесі в родині робітника. Закінчив режисерський факультет Всесоюзного державного інституту кінематографії у 1966 році і в тому ж році пішов працювати на Одеську кіностудію художніх фільмів.
Поставив стрічки: «Товариш пісня» (1966, новела «Пісня — пароль»), «Якщо є вітрила» (1969), «Хлоп'ята їхали на фронт» (1975), «Солдатки» (1977), телефільми: «Валерка, Ромка + …» (1971), «„Тигри“ на льоду» (1971, у співавторстві з А. Осиповим), «Мушкетери 4 „А“» (1972), «Стежкою зелених патрулів» (1972), «Посилка для Світлани» (1974, у співавт. з В. Лисенком), «Чарівне коло» (1976, 2 с.), «Солдатки» (1977), «Козаки-розбійники» (1979) тощо.
Зіграв в кіно і телесеріалах близько трьох десятків, переважно епізодичних, ролей (фільми: «Тиха Одеса» (1967), «Серед сірих каменів» (1983), «Світла особистість» (1989), «Пустеля» (1991), «Дитина до листопада» (1992), «Твір до Дня Перемоги» (1998), «Золоте теля» (2006), «Ліквідація» (2007) та ін.).
Член Національної спілки кінематографістів України.
Помер 24 грудня 2012 року в Одесі. Похований на Одеському Таїровському цвинтарі, Єврейська секція, 3 ряд місце 42.

## Фільмографія

### Режисер-постановник
- 1966 — Товариш пісня (кіноальманах)
- 1969 — Якщо є вітрила
- 1970 — Валерка, Ремка + ...
- 1971 — «Тигри» на льоду
- 1972 — Мушкетери 4 «А»
- 1973 — Зелений патруль (короткометражний)
- 1974 — Посилка для Світлани, Пакунок з Парижу
- 1974 — Мала Академія наук (науково-популярний фільм, 3 част)
- 1975 — Хлопчаки їхали на фронт
- 1976 — Чарівне коло (т/ф 2 серії)
- 1977 — Солдатки
- 1979 — Козаки-розбійники
- 1981 — Золоті черевички (т/ф 2 серії)
- 1987 — Топінамбури
- 1987 — Весела Сімейка (т/ф 2 серії)
- 1995 — Прокляті та забуті (пом. режисера) — Фестиваль док. фільмів у Єкатеринбурзі: Головний приз фестивалю; Головний приз СК Росії «Ніка» за кращій док. фільм
- 1996 — Москва, парк Горького, (1 травня 2000) (док. фільм)
- 2000 — Шкереберть, або з ніг на голову — дитячий гумористичний журнал (5 випусків)

### Актор
- 1966 — Товариш пісня (кіноальманах) — годинникар Яша
- 1966 — Формула веселки — учений
- 1967 — Тиха Одеса — епізод
- 1971 — «Тигри» на льоду — міліціонер з перев'язаною щокою
- 1983 — Серед сірих каменів — епізод
- 1987 — Топінамбури — епізод
- 1989 — Дежа Вю — Абрам Семенович Шолом
- 1989 — Світла особистість — співробітник КЛООПа
- 1991 — Пустеля — первосвященик Каїфа
- 1992 — Повітряні пірати — пасажир, який просив летіти в Тель-Авів
- 1992 — Дитина до листопада — епізод
- 1992 — Чутливий міліціонер — сусід
- 1994 — Анекдотіада, або Історія Одеси в анекдотах
- 1994 — Захоплення — гравець на іподромі
- 1998 — Твір до Дня Перемоги — пасажир літака, старий друг Маргуліса
- 2002 — Жіноча логіка-2 — епізод
- 2003 — Дружна сімейка — Трахтенберг
- 2004 — Ефект присутності — одесит у міському саду
- 2005 — Золоте теля — дідок на лавці
- 2005 — Мальчишник, або Великий секс у маленькому місті — дядя Сеня
- 2006 — Іван Подушкін. Джентльмен розшуку-1 — Леонід Гергіаді
- 2006 — Щастя за рецептом — Лев Борисович
- 2007 — Ліквідація — голова комісії з усиновлення
- 2009 — Мелодія для катеринки — епізод
- 2010 — Буду пам'ятати — Пекарський
- 2011 — Ластівчине гніздо — папа Георгія Михайловича
- 2011 — Мисливці за діамантами — Ізя Полонський
- 2012 — Особисте життя слідчого Савельєва — сусід
- 2012 — Одеса-мама — сусід
- 2013 — Петро Лещенко. Все, що було… — фотограф
- 2014 — Пляж — ветеран